# Darebáčci
Darebáčci (anglicky Small Time Crooks) je americká kriminální komedie z roku 2000, napsaná a režírovaná Woodym Allenem, který si také zahrál hlavní roli.
Příběh pojednává o zlodějíčkovi a jeho manželce, kteří pohádkově zbohatnou z podnikání s cukrovinkami, a jejich následném pádu. Odráží také poměry v americké vyšší společnosti.
Další postavy ztvárnili Tracey Ullman jako zlodějova manželka Frenchy a Hugh Grant v roli Davida, obchodníka s uměním.

## Děj
Zlodějíček Ray (Woody Allen), který v poslední době sekal dobrotu, dostane „geniální“ nápad, pronajmout si restauraci v blízkosti banky, aby se tunelem prokopali do jejího trezoru. Do akce se zapojí i jeho žena Frenchy (Tracey Ullman), která umí péct pouze koláčky. Zatímco kumpáni kopou tunel, prodej koláčků se nečekaně stává výnosným byznysem a newyorským hitem. Poté, co nová firma expanduje, stávají se Frenchy s manželem multimilionáři. Vzhledem k chybně otočenému plánku se zlodějíčci prokopou do oděvního butiku. Přichyceni policistou akci končí a samotný muž zákona vstupuje do jejich firmy na cukrovinky.
Frenchy má touhu proniknout do vyšší společnosti. Pohádkově bohatá uspořádá večírek. Na něm se stane nechtěným svědkem vysmívání pro nevkus, absenci kulturního rozhledu a hloupost, jimiž dle hostů manželé oplývají. Osloví tak obchodníka s uměním Davida (Hugh Grant), aby manželskému páru poskytl průpravu pro život mezi americkou smetánkou.
Frenchy se Rayovi odcizí a zamiluje se do Davida, s nímž tráví stále více času. Ten ji má však v plánu pouze využít – finančně vytěžit, pro své obchodní úmysly. Po rozpadu manželství se Frenchy vydává s Davidem do Evropy, aby si rozšířila kulturní obzor. Na cestě ji zastihuje urgentní telefonát. Po okamžitém návratu do Států je obeznámena se skutečností, že došlo ke zpronevěře peněz jejími účetními, kteří uprchli do Latinské Ameriky. Účty jsou prázdné a bude nutné vyhlásit bankrot. Současně přichází o všechen majetek, kterým ručila. David ji následně vyhazuje.
Mezitím se Ray vrátil ke zlodějině a na party u bohaté hostitelky, se snaží uloupit cenný náhrdelník. Vše má promyšlené. Zná místo trezoru a zhotovenou falešnou atrapu, kterou zamění za pravý šperk. Když zjišťuje, že jeho bývalá manželka zbankrotovala, vydává se za ní domů a vyznává lásku. Chlubí se ukradeným náhrdelníkem, který páru zajistí pohodlné dožití. Frenchy však využívá nově nabitých znalosti a označuje náhrdelník za nepovedenou nápodobu. Roztržitý Ray vyrušen při lupu, vrátil do trezoru originál. Přesto mohou oba odletět na vysněnou Floridu, aby se tam usadili. Frenchy stačila Davidovi vzít drahocenné cigaretové pouzdro vévody z Windsoru, které mu předtím věnovala a které ji při vykopnutí odmítl přenechat.

## Obsazení
| Woody Allen      | Ray            |
| Tracey Ullman    | Frenchy        |
| Elaine May       | May            |
| Elaine Stritch   | Chi-Chi Potter |
| Kristine Nielsen | Emily Bailey   |
| Hugh Grant       | David          |
| Michael Rapaport | Denny          |
| Tony Darrow      | Tommy          |
| Jon Lovitz       | Benny          |
| George Grizzard  | George Blint   |
| Larry Pine       | Charles Bailey |

## Další informace
Film obdržel převážně kladné recenze kritiků. Ullmanová byla za svůj výkon nominována na Zlatý glóbus za nejlepší ženský herecký výkon v komedii nebo muzikálu. Elaine Mayová obdržela Cenu národní společnosti filmových kritiků (National Society of Film Critics Awards) pro nejlepší herečku ve vedlejší roli.
Krimikomedie Darebáčci představovala, se ziskem 17,2 miliónů dolarů, nejvýdělečnější Allenův snímek v Severní Americe od roku 1989, kdy natočil Zločiny a poklesky, až do roku 2005, kdy krimikomedii překonalo drama Match Point – Hra osudu. Současně však byl jedním z mála režisérových snímků pozdního období, kterému se dařilo hůře v zemích mimo Spojené státy a Kanadu. Celosvětové tržby dosáhly výše 29,9 miliónů dolarů.
Dějová zápletka je velmi podobná té, která se odvíjela v komedii Larceny, Inc. z roku 1942. Woody Allen tento fakt nikdy nekomentoval, zdali se jednalo o úmyslný krok, nebo jestli byl snímek nějakým způsobem inspirován komedií ze čtyřicátých let.